# 浦瀬済之
浦瀬 済之（浦瀨 濟之、うらせ さいし、1865年9月7日（慶応元年7月18日）- 1936年（昭和11年）12月18日）は、明治から昭和前期の漁業指導者、政治家。衆議院議員。

## 経歴
対馬国下県郡芦浦村（長崎県下県郡船越村、美津島町を経て現対馬市美津島町芦浦）で生まれる。漢学、法律学、経済学を修めた。
長崎県収税属となる。その後、厳原連合町村会議員、長崎県会議員、同参事会員などを務めた。水産組合副組長に就任し、水産業の振興に尽力した。
1915年（大正4年）3月の第12回衆議院議員総選挙で長崎県対馬選挙区から立憲同志会公認で出馬し、大池忠助、早川鉄冶の有力候補と激しい選挙戦を戦い、2票差で次点となり大池に敗れた。同年12月、大池が当選無効訴訟事件の確定に伴い退職し、1916年（大正5年）2月、浦瀬が更正決定により議員に就任し、衆議院議員に1期在任した。1917年（大正6年）4月の第13回総選挙に憲政会から立候補したが次点で落選した。